# Iglesia de la Purificación de la Virgen (Villar de Canes)

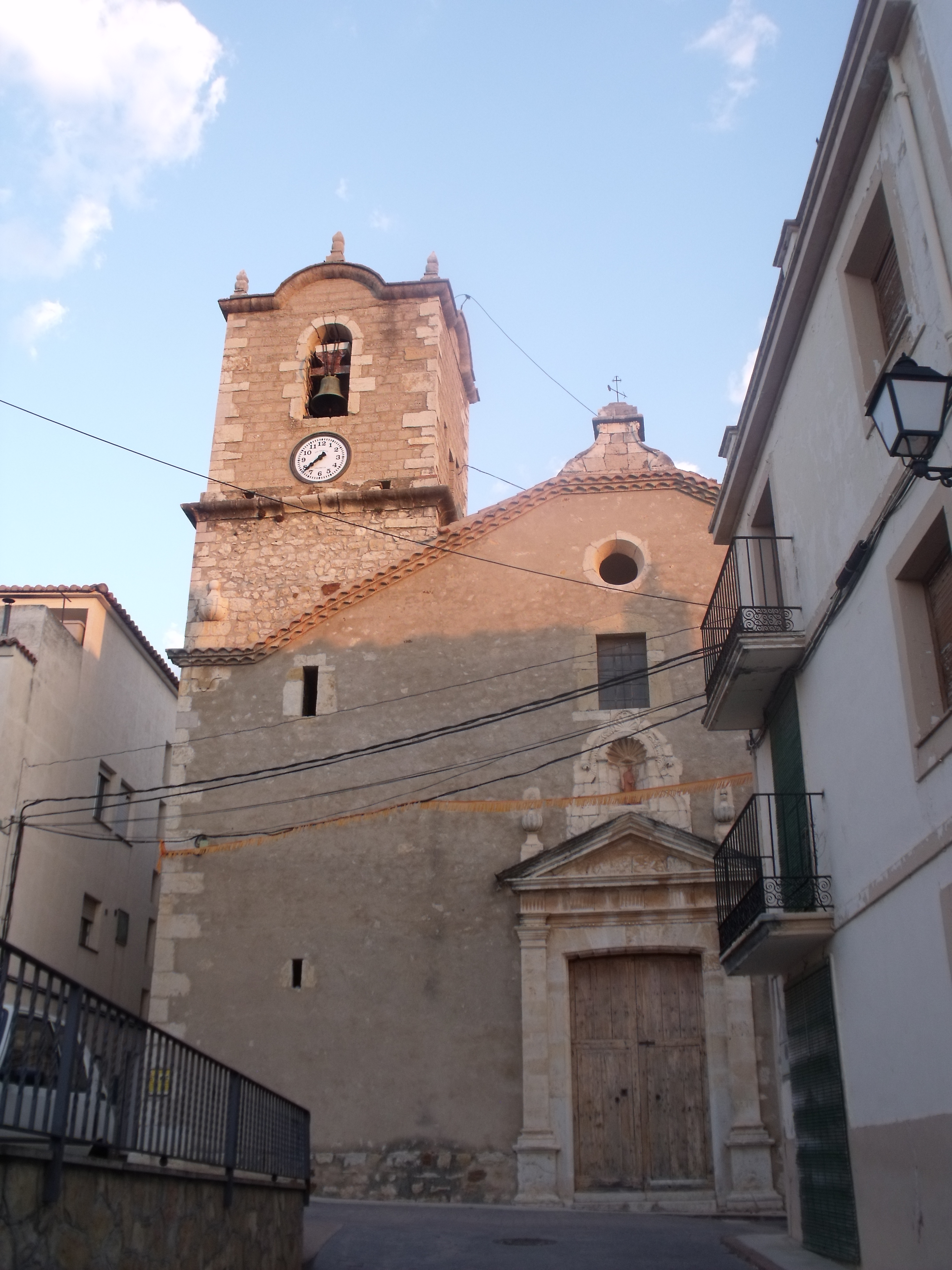
Vista de la fachada de la iglesia

La iglesia parroquial de la Purificación de la Virgen de Villar de Canes (provincia de Castellón, España) es de orden corintio y fue construida a finales del siglo XVIII por el arquitecto Francisco Monfort, vecino de Benasal, construyéndose sobre las ruinas de una antigua capilla. 

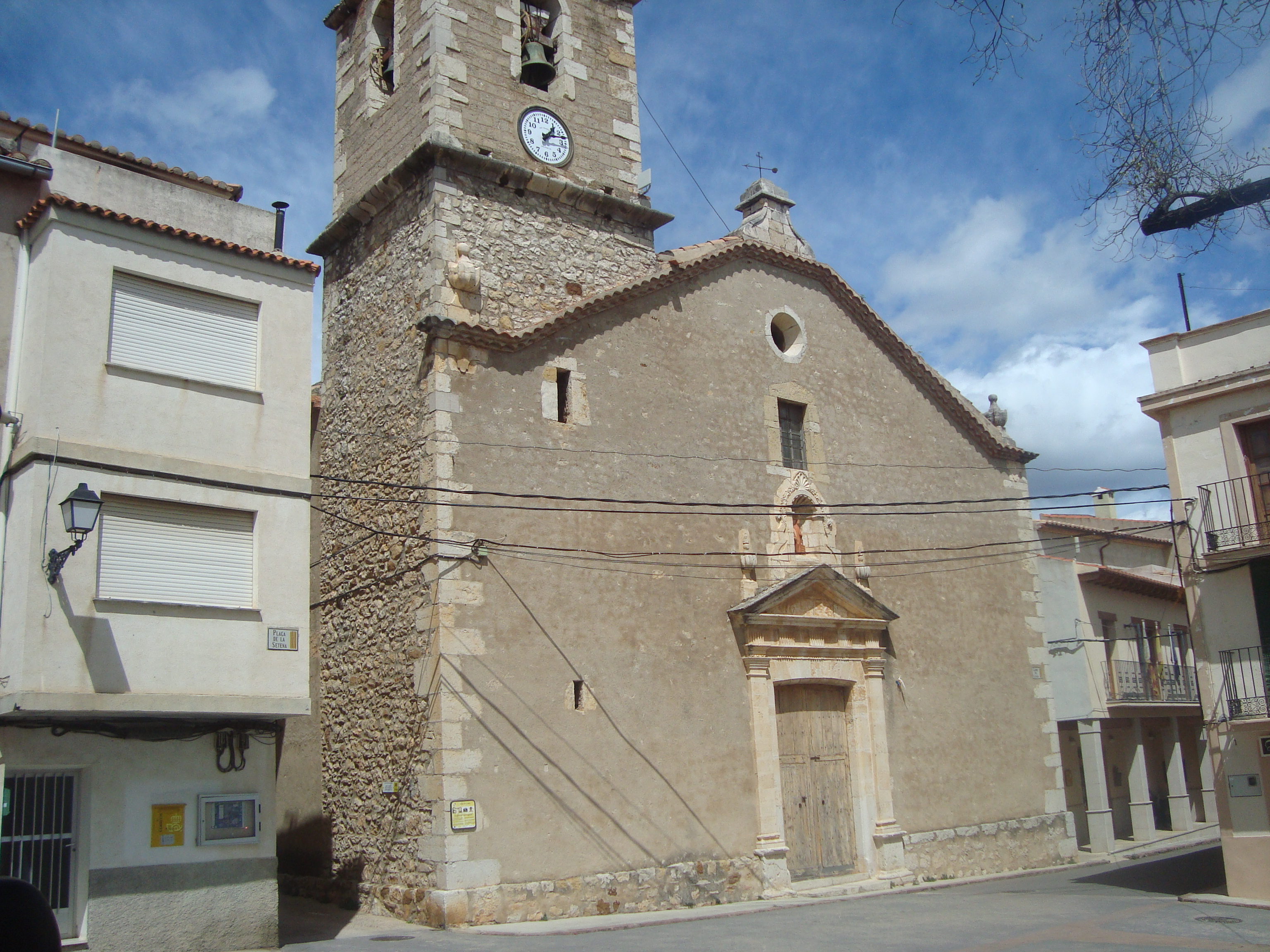
Iglesia parroquial.

## Historia y descripción
Fue destruida durante la guerra civil y reconstruida totalmente con el aporte económico de los vecinos de la localidad, conservándose intacta su portalada.
Consta de una nave sencilla y existen algunos altares de la época de su construcción durante el siglo XVIII.

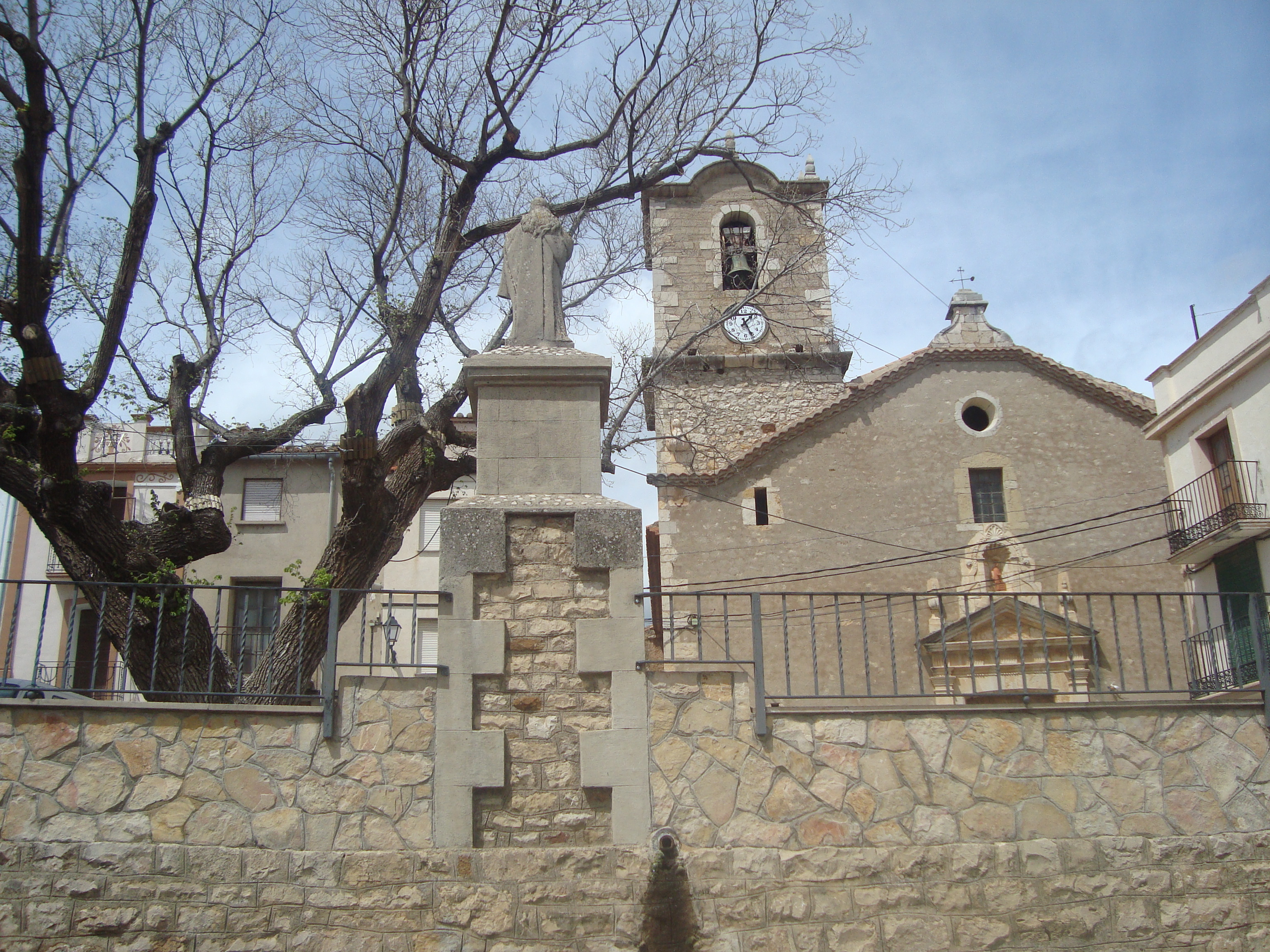
Plaza de la Setena, plaza de la iglesia (Vilar de Canes).

El Campanario fue reconstruido parcialmente al finalizar la guerra civil, de sección cuadrada rematado con adornos sobre sus vértices. En el mismo, está instalado el reloj público de la localidad, de péndulo, sin automatismo electrónico, y las dos campanas que anuncian con su tradicional volteo manual el inicio de alguna de las festividades de la localidad. La campana mayor, tiene 75 cm de diámetro y unos 244 kg de peso, aprox., con yugo construido en madera de olivo y contrapeso de piedra labrada sujeta por cuatro herrajes. La campana menor, tiene 50 cm de diámetro y unos 75 kg de peso aproximadamente, con yugo construido en madera de olivo, sujeto por dos herrajes. 